# Cal Nebot (Ulldemolins)
Cal Nebot és una obra d'Ulldemolins (Priorat) inclosa a l'Inventari del Patrimoni Arquitectònic de Catalunya.

## Descripció
Es tracta d'una construcció de planta baixa, amb la porta principal i una d'auxiliar, primer pis amb balcó corregut, segon pis amb dos balconets i golfes. Els balcons són clarament posteriors, així com l'arranjament general de la façana, que caldria datar del primer terç del segle xx. La casa és de paredat arrebossat. L'entrada, que conté una porta interior datada del 1707 (sembla que és la primitiva porta de la casa), té el terra empedrat amb còdols, tal com d'altres construccions comarcals.
La porta del carrer és adovellada, amb una motllura central, el nom de la casa i la data 1792.

## Història
L'origen de la casa, a jutjar per la porta interior, ha de ser anterior a la data que figura a la porta principal. El conjunt de la casa ha sofert modificacions d'importància, tals com l'addició dels balcons, inexistents a la tipologia urbana del Priorat.